# Pseudomaenas leucograpta
Pseudomaenas leucograpta är en fjärilsart som beskrevs av W. Warren 1911. Pseudomaenas leucograpta ingår i släktet Pseudomaenas och familjen mätare. Inga underarter finns listade.